# Ramsnäs
Ramsnäs är en by och tidigare småort i Sundborns socken i Falu kommun belägen vid Toftans västra strand. Fram till 2005 avgränsade SCB en småort i Ramsnäs. Från 2015 avgränsar SCB här åter en småort.